# Jordi Camell
Jordi Camell (Llorenç del Penedès - Baix Penedès, 18 de setembre de 1959) és un pianista català.
Va estudiar al Conservatori de Tarragona, al Conservatori Superior Municipal de Música de Barcelona i a l'École Normale de Musique de París, on obtingué el “Diplôme Supérieur d’Exécution” com a premier nommé.
Els seus principals professors han estat la pianista Carme Flexas, el pianista Miquel Farré i la pianista italiana Maria Curcio. Actualment és professor de piano de l'Escola Superior de Música de Catalunya (ESMUC)
És un pianista dotat d’una marcada capacitat de comunicació i claredat en l’exposició artística. La crítica especialitzada sempre li ha reconegut un so transparent i brillant amb una variada gamma de colors.

## Trajectòria artística
Al 2014 va interpretar en recital al Palau de la Música Catalana de Barcelona la imponent sonata en fa menor de Brahms per a piano. Com a solista, ha actuat amb l'OBC, l'Orquestra Simfònica del Vallès, la Filharmonia de Cambra de Barcelona, l’Orquestra Simfònica Empordà-Llenguadoc-Roselló, la Orquesta Ciudad de Granada o la Cobla Sant Jordi Ciutat de Barcelona. Ha participat en concerts amb els conjunts de música contemporània Barcelona 216, Solistes d’Ibercàmera i l’Orquestra de Cambra del Teatre Lliure.
Ha estat dirigit, entre d'altres, per Bernhard Güeller, Salvador Brotons, Ernest Martínez-Izquierdo i Josep Pons.
Músic despert i obert a tots els estils, ha col·laborat estretament amb Vicky Peña (monogràfic Kurt Weill); amb el ballarí i coreògraf Cesc Gelabert (en l’espectacle Preludis); amb l’actor i director de cinema i teatre Mario Gas en un recital monogràfic Poesía de Miguel Hernández sobre poemes de Miguel Hernández; i amb la soprano Ofèlia Sala.
Jordi Camell desenvolupa en paral·lel una intensa activitat pedagògica i es autor d’un assaig Passos en el silenci, sobre el concepte del silenci en la música de Debussy.

## Discografia
| Enregistraments                          |                        |                                              |  |
| ---------------------------------------- | ---------------------- | -------------------------------------------- |  |
| "Where the City ends"                    | (Paris, 2021)          | Produït per Francesco Tristano               |  |
| "Integral per a piano de Pau Casals"     | (Columna Música, 2012) |                                              |  |
| “Chopin Variations”                      | (Columna Música, 2013) | Encàrrec del Consolat de Polònia a Barcelona |  |
| "Abans i després d’Iberia d’Albéniz"     | (Columna Música, 2009) |                                              |  |
| "Binomis "                               | (Columna Música, 2008) | Amb la Cobla Sant Jordi                      |  |
| "Diàleg dels insectes"                   | (Ars Armonica, 2001)   |                                              |  |
| "Duo clarinet i piano amb Josep Fuster"  | (Anacrusi, 1998)       |                                              |  |
| "Quadres d’una exposició de Mussorgski"  | (Discmedi, 1999)       |                                              |  |
| "Integral per a piano de Robert Gerhard" | (Ed. Moraleda, 1994)   |                                              |  |
| "Goyescas de Granados"                   | (Ed. Moraleda, 1994)   |                                              |  |